# Otiothops franzi
Otiothops franzi är en spindelart som beskrevs av Jörg Wunderlich 1999. Otiothops franzi ingår i släktet Otiothops och familjen Palpimanidae.
Artens utbredningsområde är Venezuela. Inga underarter finns listade i Catalogue of Life.